# La Sauleda (Palafrugell)

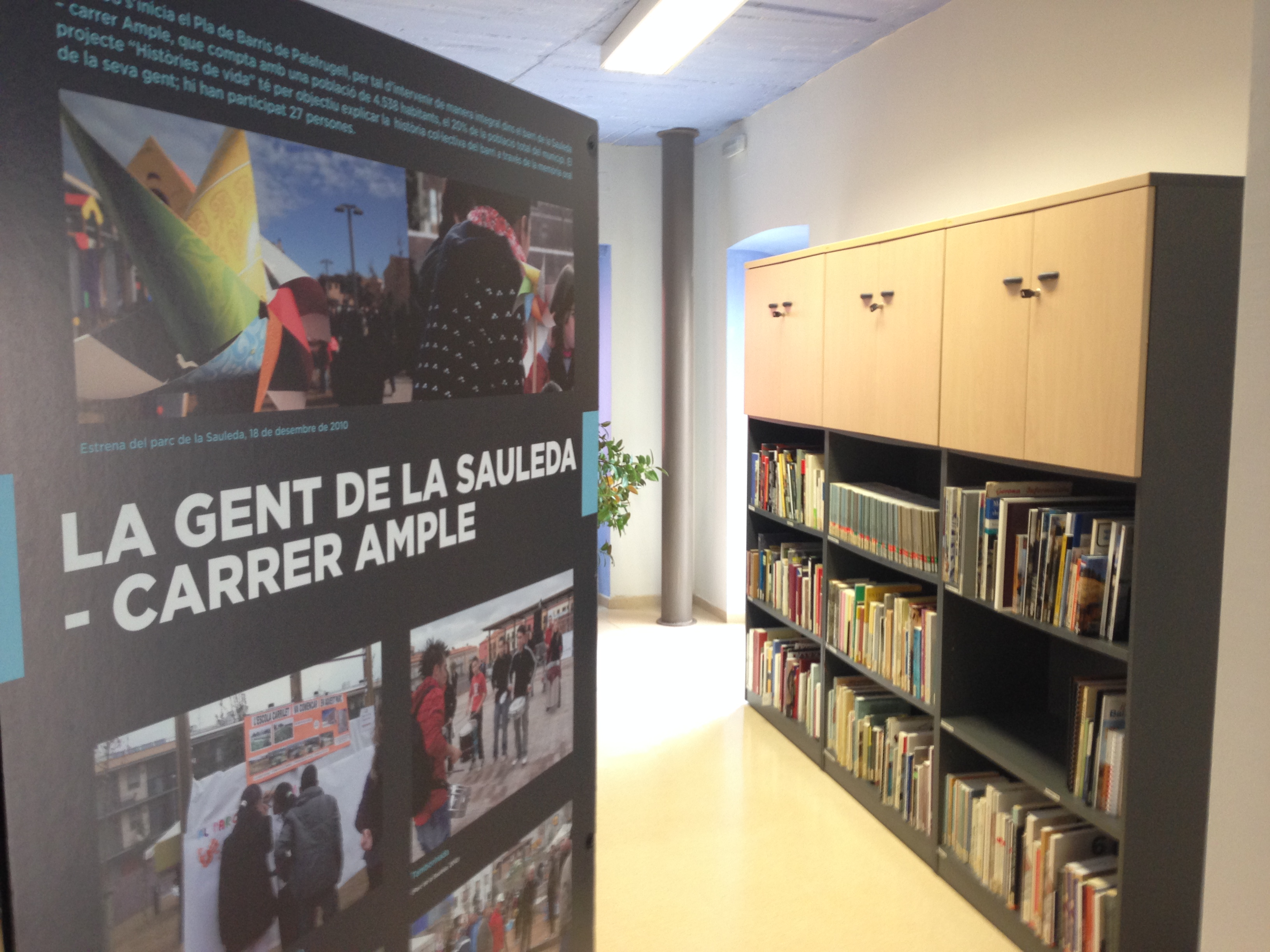
Exposició Històries de vida. La Sauleda - Carrer Ample, a l'Arxiu Municipal de Palafrugell.

La Sauleda és un barri del sud-oest de Palafrugell nascut durant la dècada del 1960 i 1970 arran de l'onada migratòria del sud d'Espanya d'aquesta època.
La configuració del barri va començar a materialitzar-se l'any 1967 quan l'Ajuntament de Palafrugell va aprovar la construcció d'un bloc de planta baixa i quatre pisos amb un total de 58 habitatges a nom de la Cooperativa de Viviendas San Martín. Després en seguiren més, convertint-se així amb un barri ben definit i amb identitat pròpia.
Després de quasi 40 anys i diverses generacions, la Sauleda disposa d'un col·legi, d'una escola bressol, d'un camp de futbol i d'un parc urbà estrenat el gener de 2011.

## Toponímia
Segons l'Onomasticon Cataloniae de Joan Coromines, queda clar que l'etimologia possible és s'auleda (els alzinars) o saliceta (salzeredes). El topònim Sauleda consta en documents del segle xiv i fa referència a un paratge extens, entre Palafrugell i Mont-ras, on hi havia una riera i una llacuna.
Per això el nom ha de provenir de saule o salze, arbre que es troba en llocs on hi ha força aigua. El palafrugellenc Jordi Cama ha localitzat el topònim en capbreus del segle xiv i ha comprovat que s'ha anat utilitzant sense interrupció fins a l'actualitat.

## Mas Gras
L'edifici més antic que s'ha conservat de la Sauleda és el mas Gras. Entre 1300 i 1800 es té constància d'aquest mas amb el nom original del mas Poch. El pou-safareig era utilitzat pels veïns de la zona. El 2012 es va dur a terme un pla de consolidació de les restes del pou-safareig.